# Manacal, Tuzantán
Manacal är en ort i Mexiko.   Den ligger i kommunen Tuzantán och delstaten Chiapas, i den sydöstra delen av landet, 900 km sydost om huvudstaden Mexico City. Manacal ligger 752 meter över havet och antalet invånare är 619.
Terrängen runt Manacal är kuperad åt sydväst, men åt nordost är den bergig. Runt Manacal är det tätbefolkat, med 297 invånare per kvadratkilometer. Närmaste större samhälle är Huixtla, 10,5 km väster om Manacal. I omgivningarna runt Manacal växer i huvudsak städsegrön lövskog.